# 週城縣 (安江省)
週城縣（越南语：／）是越南安江省下辖的一个县。

## 地理
週城縣位于后江之滨，北接周富县，南接瑞山县，东北接𢄂买县，东南接龙川市，西接知宗县。

## 历史
1979年8月23日，週城縣以富和社、永泽社、永政社、永庆社、定城社、定美社、永富社、西富社、望东社、望梯社、瑞江社和𡶀垃市镇1市镇11社析置瑞山县；平水社划归周富县管辖，美和兴社划归龙川市社管辖；週城縣仍辖永安社、永平社、永行社、芹登社、安和社、平和社、永城社、永利社、永润社、新富社、和平盛社和安洲市镇1市镇11社。
1993年10月28日，平和社析置平盛社。
2020年12月9日，永平社改制为永平市镇。

## 行政区划
週城縣下辖2市镇11社，县莅安洲市镇。
- 安洲市镇（Thị trấn An Châu）
- 永平市镇（Thị trấn Vĩnh Bình）
- 安和社（Xã An Hòa）
- 平和社（Xã Bình Hòa）
- 平盛社（Xã Bình Thạnh）
- 芹登社（Xã Cần Đăng）
- 和平盛社（Xã Hòa Bình Thạnh）
- 新富社（Xã Tân Phú）
- 永安社（Xã Vĩnh An）
- 永行社（Xã Vĩnh Hanh）
- 永利社（Xã Vĩnh Lợi）
- 永润社（Xã Vĩnh Nhuận）
- 永城社（Xã Vĩnh Thành）